# Chlorops hyalipennis
Chlorops hyalipennis är en tvåvingeart som beskrevs av Johann Wilhelm Meigen 1838. Chlorops hyalipennis ingår i släktet Chlorops och familjen fritflugor.
Artens utbredningsområde är Tyskland. Inga underarter finns listade i Catalogue of Life.